# Suur Tõll (film)
Pour les articles homonymes, voir Suur Tõll (homonymie).
Pour plus de détails, voir Fiche technique et Distribution.
Suur Tõll (qui signifie en estonien Le Grand Tõll) est un court métrage d'animation soviétique réalisé par l'Estonien Rein Raamat en 1980. C'est un dessin animé fantastique et dramatique qui met en scène une figure mythologique estonienne liée à l'île de Saaremaa : le géant Tõll le Grand, qui y vit avec son épouse Piret.

## Synopsis
Le géant Tõll mène une vie de laboureur sur son île parmi les simples humains beaucoup plus petits que lui. Mais un esprit ennemi, une sorte de démon lui aussi gigantesque, rôde toujours non loin de là pour faire le mal, par exemple en faisant pleuvoir des rochers sur le champ fraîchement labouré par Tõll. Tõll prête régulièrement secours aux hommes, par exemple en repêchant les marins lorsque leur navire coule. Mais il doit aussi les aider au combat lorsque les armées ennemies attaquent l'île. Tõll laisse derrière lui son épouse Piret dans l'inquiétude. 
Lors de la première bataille, Tõll se rend au combat en portant deux énormes roues de char, sur lesquelles il transporte les troupes. L'armée ennemie est composée de lanciers aux têtes couvertes de capuchons écarlates. La bataille se change vite en un massacre sanglant où l'ennemi est près de l'emporter. Tõll intervient alors en utilisant ses deux roues de chars comme des masses d'armes et fauche des bataillons entiers, changeant ainsi le cours de la bataille.
Pendant l'absence de Tõll, le démon approche par derrière de la maison où est restée Piret et fait s'effondrer sur elle la maison. À son retour, Töll découvre son épouse morte. Il part dans la forêt et se taille une énorme massue dans un tronc de sapin, puis suit la trace de l'agresseur jusqu'à un cap rocheux où la piste se perd. Il s’assoit tristement et finit par s'endormir. Le démon surgit derrière lui et creuse la terre qui relie le cap à la terre ferme : il tente d'isoler la langue de terre où dort Töll pour en faire un îlot et l'envoyer à la dérive. Mais Tõll se réveille et frappe le démon qui s'enfuit. Tõll le poursuit jusqu'à ce que le démon se fonde dans la roche d'une montagne.
Tõll doit alors repartir à la guerre, car les armées infernales approchent de nouveau sur terre et sur mer. Tõll fait des ravages dans l'armée ennemie en brandissant à deux mains un char disloqué. Mais au cours du combat, Tõll finit par être décapité lui-même par un géant ennemi. Le corps décapité de Tõll, toujours vivant, tâtonne jusqu'à trouver le chef ennemi qui lui a coupé la tête et l'écrase dans son poing, puis ramasse sa tête et s'éloigne à pied. Réduit peu à peu à l'état de fantôme immatériel, le corps s'arrête enfin, tombe à quatre pattes et finit par se changer en rocher. La tête de Tõll, tombée à proximité, se fige également, sauf le regard qui reste vif. Tõll clame alors que si son peuple a de nouveau besoin de lui, il se relèvera pour lui prêter secours.
Le film est accompagné d'une musique chorale mais comporte peu de paroles. On n'entend que le chœur des hommes qui appelle plusieurs fois Töll à l'aide, ainsi que la voix de Tõll lui-même lorsqu'il part au combat puis à la toute fin.

## Fiche technique
- Titre : Suur Tõll
- Réalisation : Rein Raamat
- Scénario : Rein Raamat
- Studio de production : Tallinnfilm
- Pays :  Union soviétique ( Estonie)
- Langue : estonien
- Format : couleur
- Durée : 14 minutes
- Date de sortie : 1980

## Distinction
Suur Tõll obtient la seconde place dans la catégorie « Meilleur film entre 5 et 15 minutes » au Festival international d'animation d'Ottawa en 1982.

## Postérité
Des images du film sont utilisées dans le clip du single « Vaid vaprust » du groupe de folk metal estonien Metsatöll en 2010.